# Edwin Seroussi

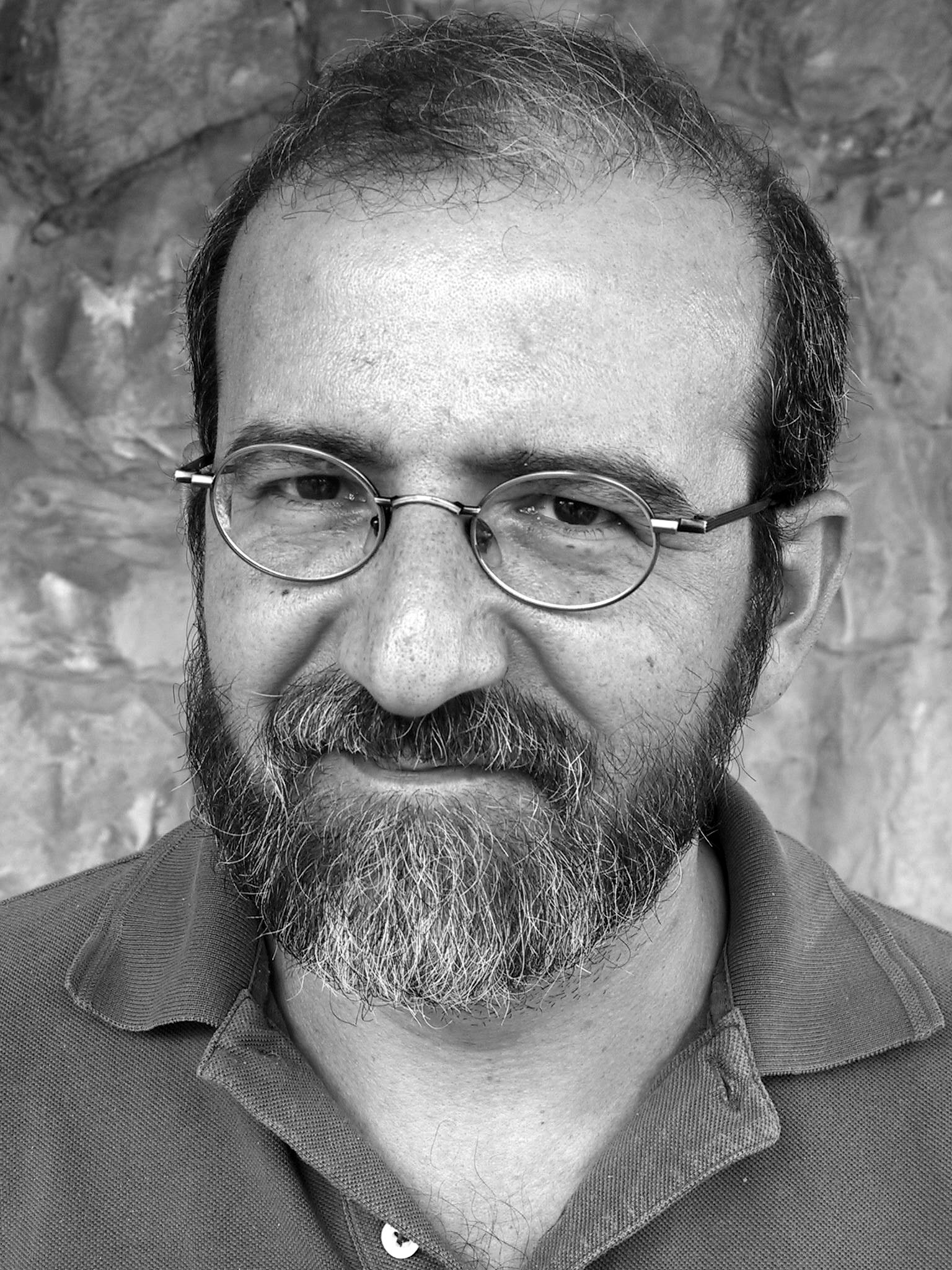
Edwin Seroussi (Aufnahme 2011 oder früher)

Edwin Seroussi (* 26. Dezember 1952 in Montevideo, Uruguay) ist ein israelischer Musikwissenschaftler uruguayischer Abstammung.
Geboren 1952 in der uruguayischen Hauptstadt Montevideo zog er 1971 nach Israel. Er lehrte an der Universität von Tel Aviv und am Levinsky Teachers College in Tel Aviv, bevor er 1990 an die Bar-Ilan-Universität ging, deren musikwissenschaftliche Fakultät er von 1994 bis 1998 leitete. In den Jahren 1992 und 1993 war er als Gastprofessor an der Binghamton University tätig. Auch wirkte er als solcher von 1998 bis 1999 an der University of California in Los Angeles. Seroussi ist seit 2000 Direktor des Jewish Music Research Center an der Hebräischen Universität Jerusalem.
2021 wurde Seroussi in die Academia Europaea gewählt.